# Toyota Celica Twincam Turbo
El Toyota Celica Twincam Turbo es un automóvil de carreras basado en el Toyota Celica con homologación de grupo B. Fue construido por Toyota y compitió en el Campeonato Mundial de Rally entre 1983 y 1986. Debutó en el Rally de Finlandia de 1983 y consiguió un total de seis victorias y trece podios.

## Historia
El Toyota Celica Twincam Turbo fue la primera apuesta de Toyota por entrar en el campeonato del mundo. El Celica fue diseñado con un motor turbo que daba unos iniciales 290 cv que se ampliaron a los 370 cv con una posterior evolución. Contaba con tracción trasera lo que le impidió ser competitivo frente a los tracción integral que triunfaban en el mundial como el Audi Quattro o el Peugeot 205 Turbo 16. A pesar de ello y gracias a su sencillo diseño que resultaba ser muy fácil de mantener le permitió lograr buenas actuaciones en el campeonato. Debutó en el Rally de Finlandia de 1983 pilotado por un joven Juha Kankkunen que terminó en una meritoria sexta plaza. Sin embargo en las pruebas europeas se mostró débil, no así en los rallyes africanos donde logró seis victorias. Venció en el Rally de Costa de Marfil de 1983, 1985 y 1986 y en tres ediciones consecutivas del Rally Safari: 1984, 1985 y 1986. Una muestra de su dureza fue que en la edición de 1985 los dos primeros coches eran un Toyota Celica TCT y en 1986 entre los cuatro primeros finalizaron tres Celica.
En 1986 con la prohibición de los grupo B, el coche desapareció del mundial aunque las buenas actuaciones del Celica animaron a la marca japonesa a continuar en 1987 con un Toyota Supra, ya como grupo A. En 1988 el Celica se recuperó pero con una nueva versión: el Toyota Celica GT-4 (ST165), con el que conseguirían en 1989 la primera victoria de la marca en el campeonato del mundo, en el Rally de Australia pilotado por Juha Kankkunen.
Otros campeonatos donde el Toyota Celica Twincam Turbo triunfó fue en el campeonato de Oriente Medio de Rally donde logró tres títulos entre 1986 y 1988 con el piloto Mohammed Bin Sulayem.

## Resultados

### Campeonato Mundial de Rally
| Año  | Equipo               | Piloto          | 1   | 2   | 3   | 4   | 5   | 6   | 7   | 8   | 9   | 10  | 11  | 12  | 13  | Pos. | Puntos | Notas  |
| ---- | -------------------- | --------------- | --- | --- | --- | --- | --- | --- | --- | --- | --- | --- | --- | --- | --- | ---- | ------ | ------ |
| 1983 | Toyota               |                 | MON | SWE | POR | SAF | COR | GRE | NZL | ARG | FIN | SRE | CDM | GBR |     | 6º   | 24     | [ 6 ]  |
| 1983 | Toyota               | Juha Kankkunen  |     |     |     |     |     |     |     |     | 6   |     |     |     |     | 6º   | 24     | [ 6 ]  |
| 1983 | Toyota               | Bjorn Waldegard |     |     |     |     |     |     |     |     | 12  |     |     |     |     | 6º   | 24     | [ 6 ]  |
| 1983 | Premoto Toyota       | Juha Kankkunen  |     |     |     |     |     |     |     |     |     |     | Ret |     |     | -    | -      | [ 7 ]  |
| 1983 | Premoto Toyota       | Bjorn Waldegard |     |     |     |     |     |     |     |     |     |     | 1   |     |     | -    | -      | [ 7 ]  |
| 1983 | Premoto Toyota       | Per Eklund      |     |     |     |     |     |     |     |     |     |     | 3   |     |     | -    | -      | [ 7 ]  |
| 1983 | Team Toyota GB       | Juha Kankkunen  |     |     |     |     |     |     |     |     |     |     |     | 7   |     | -    | -      | [ 8 ]  |
| 1983 | Team Toyota GB       | Bjorn Waldegard |     |     |     |     |     |     |     |     |     |     |     | Ret |     | -    | -      | [ 8 ]  |
| 1983 | Team Toyota GB       | Per Eklund      |     |     |     |     |     |     |     |     |     |     |     | Ret |     | -    | -      | [ 8 ]  |
| 1984 | Toyota               |                 | MON | SWE | POR | SAF | COR | GRE | NZL | ARG | FIN | SRE | CDM | GBR |     | 4º   | 62     | [ 9 ]  |
| 1984 | Toyota               | Juha Kankkunen  |     |     | Ret |     |     |     |     |     | 5   |     |     |     |     | 4º   | 62     | [ 9 ]  |
| 1984 | Toyota               | Bjorn Waldegard |     |     | Ret |     |     |     |     |     | Ret |     |     |     |     | 4º   | 62     | [ 9 ]  |
| 1984 | Westland Motors      | Per Eklund      |     |     |     | Ret |     |     |     |     |     |     |     |     |     | -    | -      | [ 10 ] |
| 1984 | Westland Motors      | Bjorn Waldegard |     |     |     | 1   |     |     |     |     |     |     |     |     |     | -    | -      | [ 10 ] |
| 1984 | International Casino | Sandro Munari   |     |     |     | Ret |     |     |     |     |     |     |     |     |     | -    | -      | [ 10 ] |
| 1984 | Toyota NZ Ltd        | Juha Kankkunen  |     |     |     |     |     |     | Ret |     |     |     |     |     |     | -    | -      | [ 11 ] |
| 1984 | Toyota NZ Ltd        | Bjorn Waldegard |     |     |     |     |     |     | 5   |     |     |     |     |     |     | -    | -      | [ 11 ] |
| 1984 | Team Toyota GB       | Juha Kankkunen  |     |     |     |     |     |     |     |     |     |     |     | Ret |     | -    | -      | [ 12 ] |
| 1984 | Team Toyota GB       | Bjorn Waldegard |     |     |     |     |     |     |     |     |     |     |     | Ret |     | -    | -      | [ 12 ] |
| 1984 | Team Toyota GB       | Per Eklund      |     |     |     |     |     |     |     |     |     |     |     | 3   |     | -    | -      | [ 12 ] |
| 1985 | Toyota               |                 | MON | SWE | POR | SAF | COR | GRE | NZL | ARG | FIN | SRE | CDM | GBR |     | 5º   | 44     | [ 13 ] |
| 1985 | Toyota               | Juha Kankkunen  |     |     |     |     |     |     |     |     | Ret |     |     | 5   |     | 5º   | 44     | [ 13 ] |
| 1985 | Toyota               | Bjorn Waldegard |     |     |     |     |     |     |     |     | 7   |     |     | Ret |     | 5º   | 44     | [ 13 ] |
| 1985 | Toyota Premoto       | Bjorn Waldegard |     |     |     |     |     |     |     |     |     |     | 2   |     |     | -    | -      | [ 14 ] |
| 1985 | Toyota Premoto       | Juha Kankkunen  |     |     |     |     |     |     |     |     |     |     | 1   |     |     | -    | -      | [ 14 ] |
| 1985 | Westland Motors      | Bjorn Waldegard |     |     |     | 2   |     |     |     |     |     |     |     |     |     | -    | -      | [ 15 ] |
| 1985 | Westland Motors      | Juha Kankkunen  |     |     |     | 1   |     |     |     |     |     |     |     |     |     | -    | -      | [ 15 ] |
| 1985 | Westland Motors      | Dave Horsey     |     |     |     | Ret |     |     |     |     |     |     |     |     |     | -    | -      | [ 15 ] |
| 1986 | Toyota               |                 | MON | SWE | POR | SAF | COR | GRE | NZL | ARG | FIN | CDM | SRE | GBR | USA | 6º   | 20     | [ 16 ] |
| 1986 | Toyota               | Bjorn Waldegard |     |     |     | 1   |     |     |     |     |     | 1   |     |     | 5   | 6º   | 20     | [ 16 ] |
| 1986 | Toyota               | Lars-Erik Torph |     |     |     | 2   |     |     |     |     |     | 2   |     |     | 4   | 6º   | 20     | [ 16 ] |
| 1986 | Toyota               | Erwin Weber     |     |     |     | 4   |     |     |     |     |     | 3   |     |     |     | 6º   | 20     | [ 16 ] |
| 1986 | Toyota               | Steve Millen    |     |     |     |     |     |     |     |     |     |     |     |     | Ret | 6º   | 20     | [ 16 ] |
| 1986 | Robin Ulyate         | Robin Ulyate    |     |     |     |     |     |     |     |     |     | 4   |     |     |     | -    | -      | [ 17 ] |

### Victorias en el WRC
| N.º | Año  | Rally                            | Piloto          | Copiloto         |
| --- | ---- | -------------------------------- | --------------- | ---------------- |
| 1   | 1983 | 15ème Rallye Côte d'Ivoire       | Björn Waldegård | Hans Thorszelius |
| 2   | 1984 | 32nd Marlboro Safari Rally       | Björn Waldegård | Hans Thorszelius |
| 3   | 1985 | 33rd Marlboro Safari Rally       | Juha Kankkunen  | Fred Gallagher   |
| 4   | 1985 | 17ème Rallye Côte d'Ivoire       | Juha Kankkunen  | Fred Gallagher   |
| 5   | 1986 | 34th Marlboro Safari Rally Kenya | Bjorn Waldegard | Fred Gallagher   |
| 6   | 1986 | 18ème Rallye Côte d'Ivoire       | Bjorn Waldegard | Fred Gallagher   |